# دماغه نای‌بند
دماغه نای‌بند که به آن راس نای‌بند نیز می‌گویند، دماغه‌ای در خلیج فارس در استان بوشهر است. در سال ۱۳۷۵ خلیج نای‌بند همراه با بخشی از دماغه نای‌بند با مساحت ۱۹۵۰۰ هکتار به عنوان منطقه حفاظت شده نای‌بند در فهرست مناطق حفاظت شده ایران قرار گرفت. این منطقه همراه با مناطق دیگر از جمله دماغه نای‌بند و بخشی از آب‌های خلیج فارس در سال ۱۳۸۳ به عنوان اولین پارک ملی دریایی ایران ثبت و اعلام شد.